# Parafia św. Małgorzaty Dziewicy i Męczennicy w Lyskach

## Początki parafii

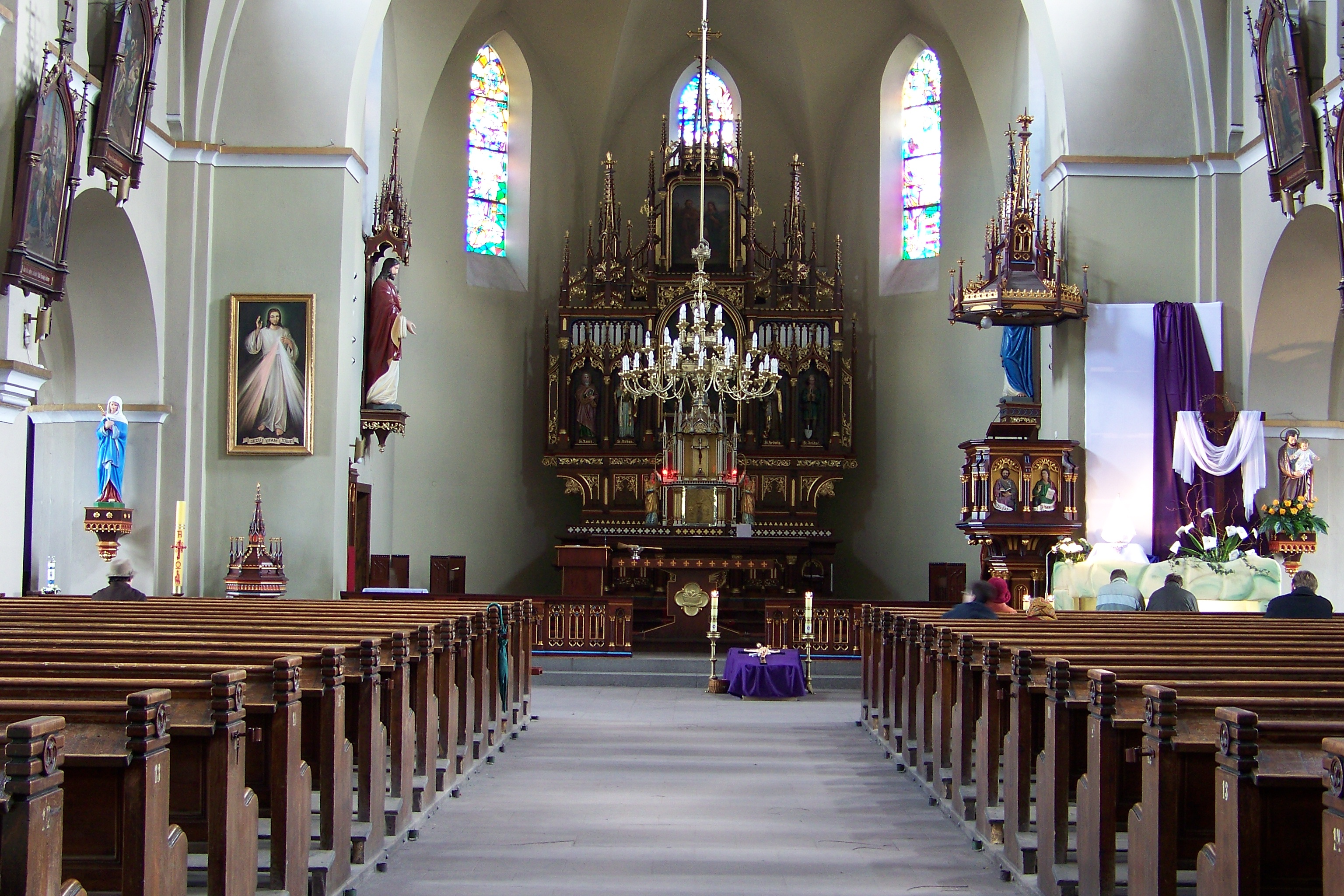
Kościół św. Małgorzaty

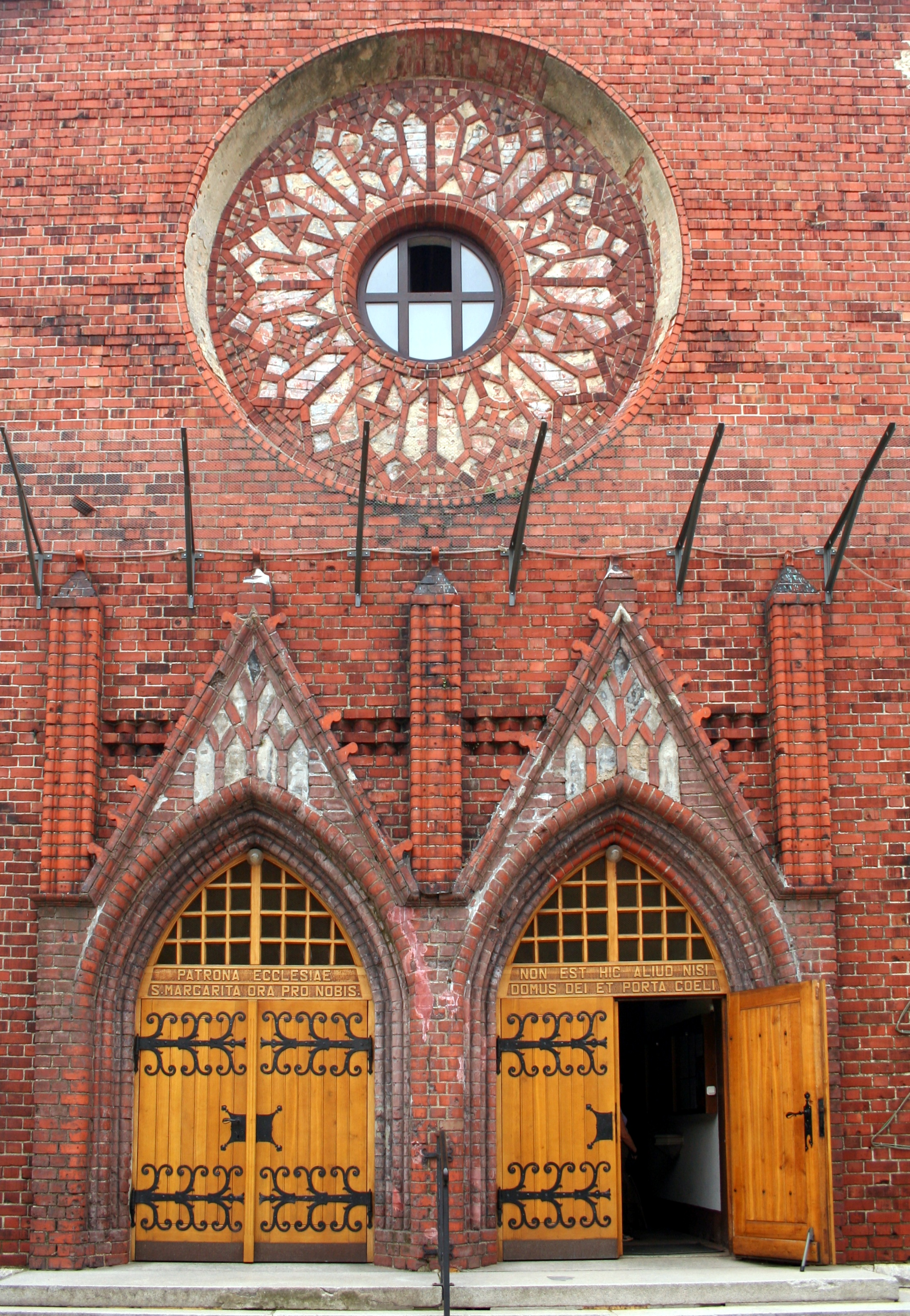
Rozeta

Pierwsza wiadomość o Lyskach pochodzi z pierwszej połowy XIII wieku. W tym czasie prawdopodobnie liczyły kilku osadników. Kościoły parafialne, które w wiekach średnich i nowszych posiadały duży zasięg obwodu parafialnego, z reguły powstały jeszcze w okresie przed akcją osadniczą na prawie niemieckim, a więc najpóźniej w pierwszej połowie XIII wieku. Do tej grupy kościołów należy kościół w Lyskach. Istniał już, zanim Lyski przeniesiono na ustrój prawa niemieckiego. W okresie 1335–1342 pojawiają się pierwsze źródłowe wzmianki o kościele i parafii w Lyskach.

## Miejscowości wchodzące w skład parafii w Lyskach
Źródła z XVII wieku – 1679 r. – wyliczają następujące wsie w granicach parafii w Lyskach:
Lyski, Bogunice, Zwonowice, Gaszowice, Pogwizdów, Górki Śląskie, Sumnia, Szczerbice, „Solarnia”, Szymocice, Nowa Wieś. Wyżej wymieniony zasięg parafii pozostał niezmieniony aż do czasu zmiany państwowości w 1922 roku, kiedy nowa granica państwowa odcięła wieś Szymocice, zostawiając ją przy Rzeszy Niemieckiej.
Administracja Apostolska dla odzyskanej przez Polskę części Górnego Śląska i utworzona w 1925 roku diecezja katowicka wymagała reorganizacji dekanatów i obwodów parafialnych na obszarze przyznawanym Polsce. Przy tych zmianach także obwód parafii w Lyskach uległ stopniowo dużym zmianom, tak, że ostatecznie dziś parafię tworzą jedynie wsie: Lyski, Sumina, Nowa Wieś, Bogunice.

## Kościół w Lyskach
Aż do początków ubiegłego stulecia w Lyskach istniał drewniany kościół. Patronką kościoła była św. Małgorzata Antiocheńska przedstawiana na obrazach ze smokiem. Kościół spłonął w pożarze w 1669 roku. Na miejscu starego zniszczonego kościoła został wybudowany nowy, również drewniany kościół w 1672 roku. Przetrwał on w Lyskach 230 lat. Posiadał murowaną i sklepioną kryptę, w której składano ciała zmarłych dziedziców wsi. Już od 1850 roku odczuwano potrzebę zbudowania nowego, dużego kościoła, gdyż liczba parafian stale wzrastała. W 1854 roku parafia liczyła 3060 wiernych, a w 1861 roku liczba parafian wzrosła do 3700. Plan narzuciła rejencja opolska jako przedstawicielka fiskalnego patronatu, a gmina kościelna zaakceptowała. Kierownikiem budowy był budowniczy Paweł z Rybnika, zaś zleconą mu budowę wykonał budowniczy Klose. Poświęcenie nowego kościoła odbyło się 13 maja 1906 roku. Okna witrażowe dostarczyła firma Franke z Naumburga. Stacje Drogi Krzyżowej wykonał malarz Waldowski z Wrocławia. W czasie działań II wojny światowej kościół został poważnie uszkodzony. Szkody te zostały naprawione dzięki ks. proboszczowi Teichmannowi.

## Proboszczowie
Źródło:
- ks. Karol Pfleger
- ks. Karol Riedl
- ks. Henryk Ballon
- ks. Paweł Kuczka (administrator 1922–1923, proboszcz 1923–1930)
- ks. Paweł Hojka (administrator 1930–1931)
- ks. Ignacy Pawelke (1931–1940)
- ks. Karol Burger (substytut excurrendo 1940)
- ks. Adolf Gniłka (administrator 1940–1945)
- ks. Jan Teichmann (administrator 1945–1949)
- ks. Jerzy Stefani (administrator 1949–1957, proboszcz 1957–1979)
- ks. Jan Student (1979–1986)
- ks. Antoni Dreja (tymczasowy administrator 1986)
- ks. Józef Knyć (1986–1993)
- ks. Józef Krawczyk (1993–2002)
- ks. Jan Włosek (2002–2024)
- ks. Bogusław Okienko (od 2024)[2]